# Dževad Karahasan
Dževad Karahasan (Duvno, 25. siječnja 1953. – Graz, 19. svibnja 2023.) bio je bosanskohercegovački književnik, dramatičar, esejist, romanopisac.

## Životopis
U rodnom Duvnu je završio osnovno i gimnazijsko školovanje. Diplomirao je na Filozofskom fakultetu u Sarajevu, studij komparativne književnosti i teatrologije, a u Zagrebu, na Filozofskom fakultetu u Zagrebu, branio je doktorski rad. Dugi niz godina sudjelovao je u uređivanju sarajevske revije kao urednik za kulturna pitanja Odjek, te dramaturg u Zeničkom narodnom kazalištu.
Od 1986. do 1993. Karahasan je bio docent za dramaturgiju i povijest drame na Akademija scenskih umjetnosti u Sarajevu, gdje je vršio i dužnost dekana.  Bio je glavni urednik časopisa za teoriju i kritiku umjetnosti Izraz u Sarajevu. Od 1993. nakon odlaska iz Sarajeva zbog rata u BiH-a, živi u Grazu. Od 1994. do 1995. bio je gostujući jprofesor na Sveučilištu u Salzburgu, 2001. u Innsbrucku, a u Berlinu od 2009. do 2010.[nedostaje izvor]
Od 1993. radio je kao dramaturg za kazalište ARBOS – Gesellschaft für Musik und Theater. Pisao je drame, romane, pripovijetke, eseje, povijest i kritiku kazališta i sudjelovao je kao kazališni redatelj.[nedostaje izvor]
Odlike su Karahasanova djela modernističke i inovativne pripovijedne tehnike u kojima se miješaju žanrovske karakteristike, esejizacija i dramatizacija proze, kao i bogatstvo jezika. Iako prvenstveno, po vlastitom izboru i angažmanu dramski pisac, Karahasan je ostvario najjače prodore u narativnoj i esejističko-memoarskoj prozi. Cijenjen i uspješan dramski autor, prije svega u zemljama njemačkog govornog područja, ovaj pisac, po mišljenju mnogih, dijeli u tom aspektu sudbinu jednoga od svojih uzora, Miroslava Krleže: kao i hrvatski pisac, i bošnjački pisac je fasciniran kazalištem, za koje je napisao veći broj priznatih drama, no njegova najsnažnija djela su ipak, vjerojatno, romani i esejistička memoaristika.[nedostaje izvor]

## Nagrade
- 1981. Nagrada "Veselin Masleša", Sarajevo;
- 1990. Jugoslovenska nagrada za roman, Sisak;
- 1991. Književna nagrada franjevačke provincije Bosna Srebrena;
- 1994. Nagrada "Bruno Kreisky" za političku knjigu, Beč;
- 1996. Europska nagrada za esej "Charles Veillon", Pariz;
- 1996. Nagrada "Stadtschreiber von Graz";
- 1999. Nagrada Herder, Beč;
- 2004. Književna nagrada za europsko razumijevanje, Leipzig;
- 2010. Slovenska Nagrada Vilenica, Vilenica;
- 2012. Počasna nagrada Heinrich Heine, Düsseldorf;
- 2012. Goethe medalja, Goethe instituta, Düsseldorf;
- 2020.  Goetheova nagrada, Frankfurt;